# Paint Tool SAI
SAI（日語：ペイントツールSAI）是由日本SYSTEMAX公司销售的一款绘图软件，其图标是一支铅笔、一支画笔和一片青柠檬。

## 名称
软件日文名称为，英文官方网站多用名称为，英文、日文官方网站也同时使用“Easy Paint Tool SAI”（直译：简易绘画工具 彩）的名称，但比PaintTool SAI少。以上三种名称同时被官方网站使用。
另外，正式出版物“ペイントツールSAI公式ガイド”（SAI官方指南）将其名称拼写为“PAINT TOOL SAI”。
另外，当软件安装结束后，默认安装文件夹的名称为PaintToolSAI。
现阶段其用户多称其为SAI。

## 历史
SAI于2004年8月2日开始制作，于2006年10月13日发布alpha版，于2007年12月21日发布了beta版，于2008年12月25日发布了1.1.0正式版。销售方式为网上销售序列号。在启动软件时，如果未输入序列号，则自动变为试用版，在购买并输入了对应版本的序列号之后，试用状态可解除。

## 功能
画板可以360度旋转、翻转画布，可以以任意角度旋转画布，在一边作画时可随时旋转画布。缩放时反锯齿，以及墨线功能。包含喷枪、水彩笔、马克笔等栅格化绘图工具，以及矢量绘图工具。此外，可设置在绘图时不读取鼠标坐标，直接使用數位绘图板坐标进行定位。
抖动修正功能改善用手绘方式在數位繪圖板上画图时对线条的影响。
使用向量化的向量绘图工具，可以对笔画、锚点、笔压效果进行编辑。使用钢笔图层，可在绘制曲线后对曲线进行反复编辑，像Photoshop的钢笔工具那样。内部以16进制格式处理RGB和alpha图层信息。
SAI沒有文本、渐变、图形工具，无法使用图层锁定，不兼容CMYK模式。但在最新预览版的SAI2中，已经增加了这些工具。
相較於同為知名繪圖軟體的Clip Studio Paint和Photoshop，SAI的軟體相當輕巧，總體大小不到10MB，功能亦相對簡單，且沒有深色主題支持。

## 可使用的文件格式
- SAI特有的二进制格式
  - .sai
  - .sai2
- Adobe Photoshop格式
  - .psd
  - .psb
- Windows bitmap格式
  - .bmp
- JPEG
  - .jpg
  - .jpeg
- PNG
  - .png
- TGA
  - .tga

可在保留图层信息的同时导入或导出为PSD格式的文件。可导入/导出保留了alpha通道信息的32位PNG/TGA格式文件。